# アシ!
『アシ!』は、テレビ朝日で2003年1月10日に放送されたテレビドラマ。第2回テレビ朝日21世紀新人シナリオ大賞受賞作。ギャラクシー月間賞受賞。

## あらすじ
人気漫画家の穴埋めとして、急遽作品の掲載が決まった漫画家の卵・慎二は、締め切りに間に合わせるために編集部で出会った南波というアシスタント歴の長い漫画家にアシスタントを頼むことにする。だが、さまざまなトラブルに見舞われて、原稿の執筆は遅々として進まない……。

## キャスト
- 慎二：伊藤淳史
- 南波：宮迫博之
- 野波麻帆
- 北川弘美
- 近藤芳正
- 嶋田久作

## スタッフ
- 脚本：古沢良太
- プロデューサー：大久保なみ
- 演出：常廣丈太

| テレビ朝日系列 21世紀新人シナリオ大賞ドラマ | テレビ朝日系列 21世紀新人シナリオ大賞ドラマ | テレビ朝日系列 21世紀新人シナリオ大賞ドラマ |
| 前番組                                      | 番組名                                      | 次番組                                      |
| ------------------------------------------- | ------------------------------------------- | ------------------------------------------- |
| みそじ魂                                    | アシ!                                       | 3時のおやつ                                 |